# Cigarrillo de liar

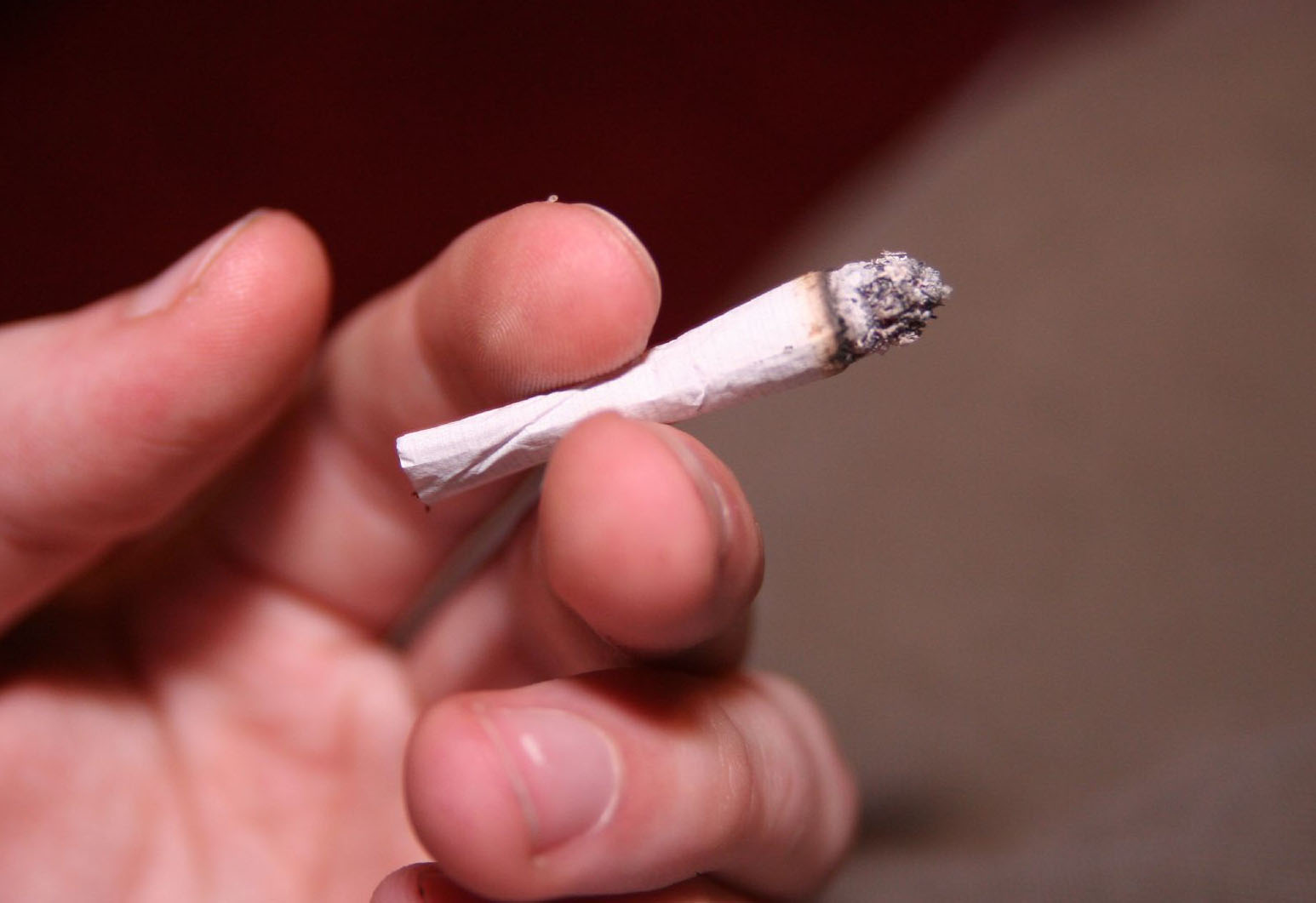
Un cigarrillo de liar.

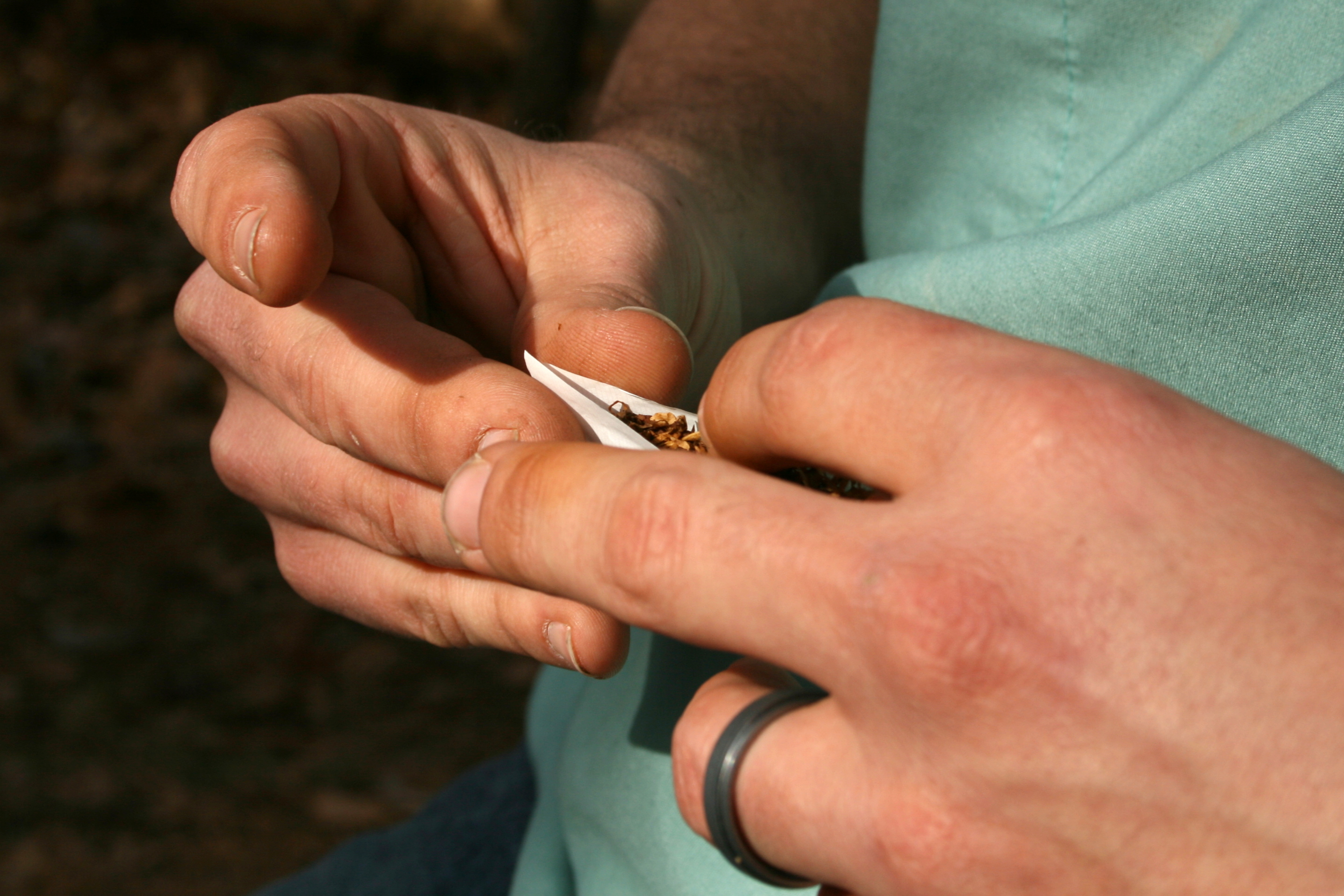
Hombre liando un cigarrillo manualmente.

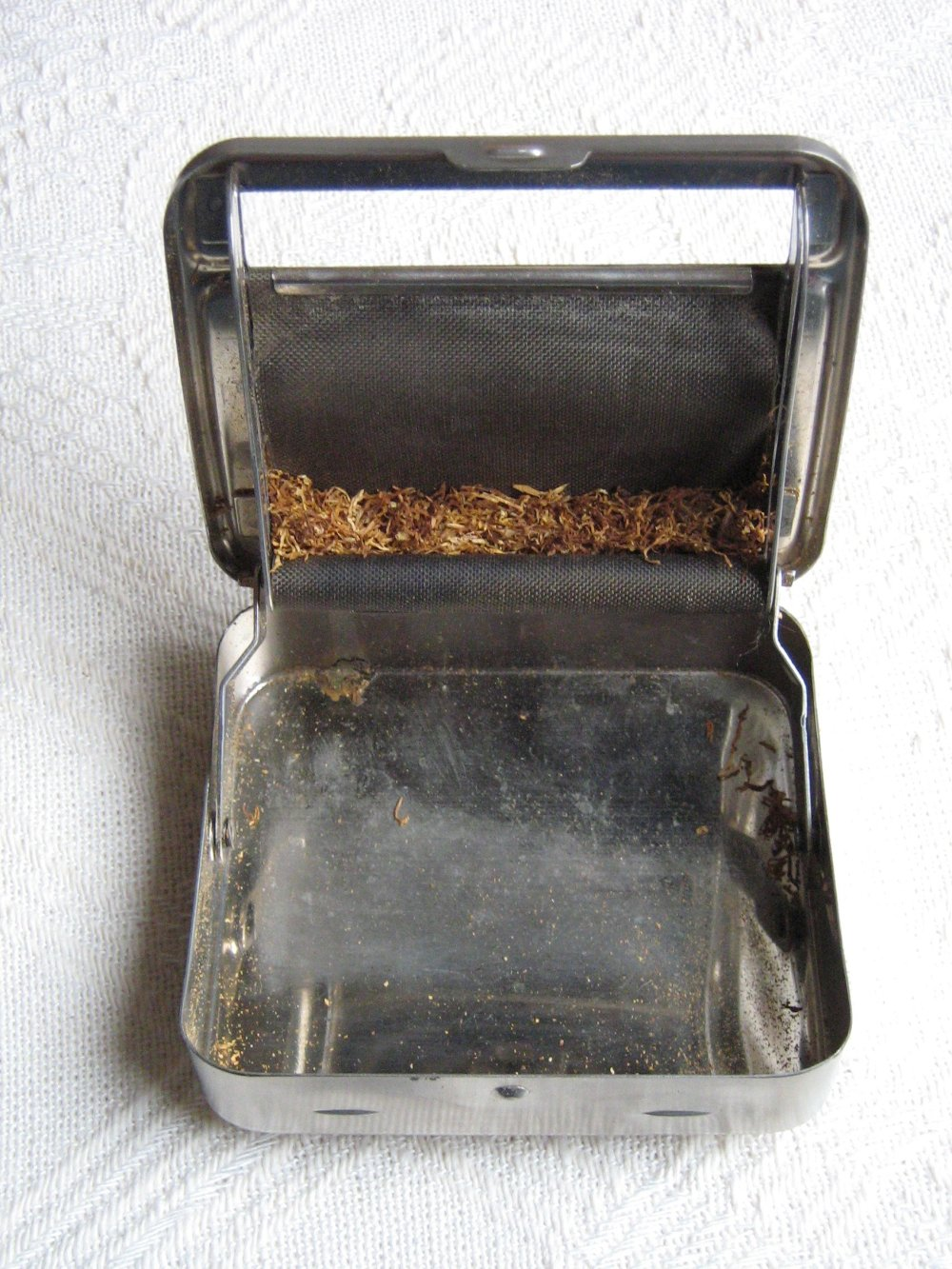
Maquina de liar alemana.

Un cigarrillo de liar, también llamado cigarrillo armado, es un cigarrillo hecho con tabaco de liar y papel de fumar. Por otro lado, los cigarrillos fabricados en fábrica se denominan cigarrillos industriales.  

## Historia
El acto de liar tabaco tiene sus orígenes en las primeras épocas del uso del tabaco. En el siglo XVII, el tabaco era consumido principalmente en pipa, pero con el tiempo, los consumidores comenzaron a experimentar con el papel como medio de combustión. El desarrollo del papel de fumar como producto comercial ocurrió en el siglo XIX, y marcas como Rizla jugaron un papel importante en su popularización. Durante guerras y periodos de escasez, el cigarrillo de liar se convirtió en una alternativa económica y práctica a los cigarrillos industriales.

## Tabaco de liar
El tabaco de liar es el tabaco principal que se utiliza para los cigarrillos de liar. Generalmente se envasa en bolsas. 

Después de 2009, la tasa impositiva federal de los Estados Unidos sobre el tabaco RYO aumentó de 1,0969 dólares por libra a 24,78 dólares por libra.  Este aumento ha provocado que muchas personas en Estados Unidos pasen a utilizar tabaco de pipa para fabricar cigarrillos, ya que el impuesto al tabaco de pipa también aumentó, pero sólo a 2,83 dólares por libra. 

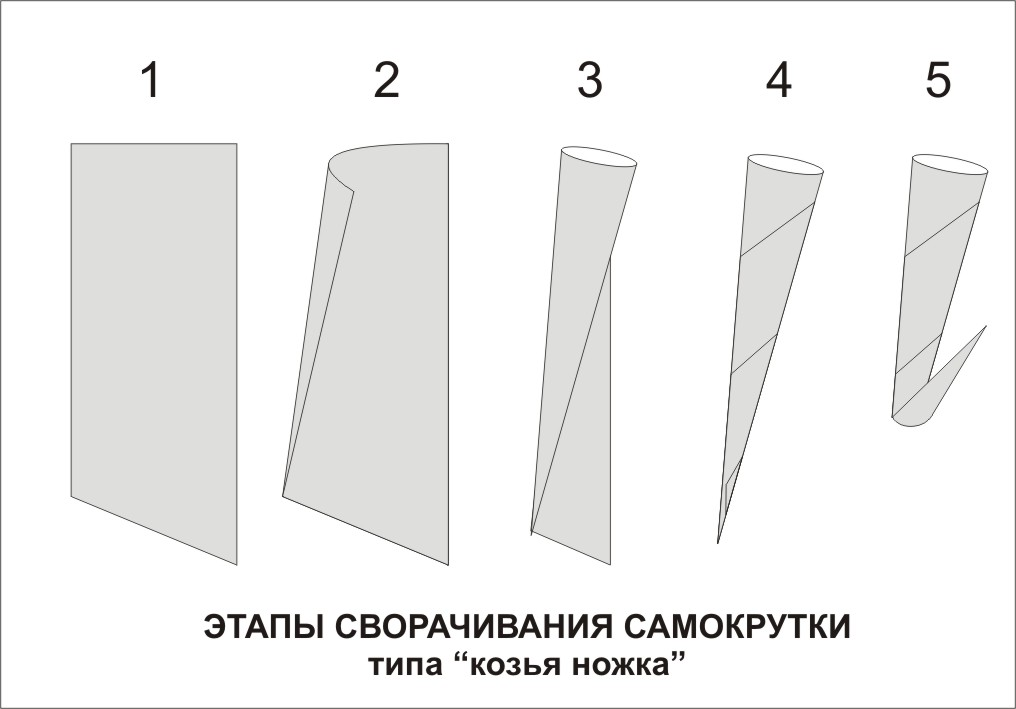
Proceso de liado de la "pierna de cabra" ruso.

## Liado de cigarrillos
Los cigarrillos de liar se componen de tres elementos principales:
- Tabaco: Generalmente vendido en bolsas, puede estar disponible en una amplia gama de sabores, fuerzas y cortes.
- Papel de fumar: Fabricado con materiales como arroz, lino o pulpa de madera, y disponible en diferentes tamaños y grosores.
- Filtros: La mayoría de fumadores utilizan filtros pequeños, también llamados "boquillas", para reducir la cantidad de alquitrán y nicotina inhalada.

El proceso de liar un cigarrillo requiere destreza manual y puede realizarse de manera artesanal o con la ayuda de una máquina liadora. El fumador coloca el tabaco en el papel, lo distribuye uniformemente y enrolla el papel para formar un cilindro compacto. Finalmente, el borde adhesivo del papel se humedece para sellar el cigarrillo.
En Rusia se utilizaba un tipo especial de cigarrillo hecho a mano, llamado "pata de cabra" (en ruso: козья ножка). Se enrollaba un papel (normalmente de periódico) en forma de cono, que se doblaba por la mitad y la parte más ancha se rellenaba con tabaco. En cierto modo, se parecía a una pipa de tabaco .

## Predominio
Relativamente pocos fumadores en los EE. UU., sólo el 6,7%, realmente arman sus propios cigarrillos.  En cambio, esta tasa fue del 17,1% en Canadá, del 24,2% en Australia y del 28,4% en el Reino Unido.  Las razones de esta diferencia incluyen el precio generalmente más bajo de los cigarrillos tradicionales en la mayoría de los estados de EE. UU. en comparación con Canadá y Europa. 